# Боголюбов, Александр Акимович
Алекса́ндр Аки́мович Боголю́бов (при рождении — Кагано́вич; 29 декабря 1934, Киев, Украинская ССР, СССР — 20 июля 2020, Москва, Россия) — советский режиссёр кино- и мультипликационных фильмов. Постановщик ряда игровых, научно-популярных и кукольных фильмов.

## Биография
Родился 29 декабря 1934 года в Киеве. В 1962 году окончил режиссёрский факультет в Киевском государственном институте театрального искусства имени И. К. Карпенко-Карого (мастерская Л. В. Варпаховского).
В 1957—1965 годах — ассистент режиссёра на киностудии имени А. П. Довженко, в 1965—1968 годах — второй режиссёр Одесской киностудии, в 1968—1971 годах — режиссёр научно-популярных фильмов студии «Киевнаучфильм», в 1971—1978 годах — режиссёр анимационных фильмов студии «Мульттелефильм» ТО «Экран», затем — на «Мосфильме».
С 1978 года и до момента закрытия студии — режиссёр-постановщик студии художественных фильмов творческого объединения «Экран».
Скончался 20 июля 2020 года в Москве на 86-м году жизни от коронавируса. Урна с прахом захоронена в колумбарии на Донском кладбище.

## Семья
- Отец — Аким Менделевич (Эммануилович) Каганович (1907—1941), уроженец Никольской слободки Остёрского уезда, погиб на фронте при отступлении из Киева летом 1941 года[6]. Остальные члены семьи, в том числе родители отца — Мендель Акимович Каганович (1880—1959), рабочий, и Хана Зельмановна Каганович (1883—1948), домохозяйка — были эвакуированы в Воткинск[7], откуда братья отца были призваны на фронт[8][9].
- Жена — Татьяна Иосифовна Боголюбова (в девичестве Кучера, род. 1946)[10], работала редактором в Бюро пропаганды киноискусства.
  - Сын — Оскар Кучера[11] (род. 1974), актёр, телеведущий.
- Дочь — Юлия Седова, живёт в Израиле.

## Фильмография

### Режиссёр
- 1972 — Приключения Незнайки и его друзей (мультипликационный, 7-я серия: Воздушное путешествие; 10-я серия: Возвращение)
- 1973 — Волшебник Изумрудного города (мультипликационный, фильм 4: Королевство Бастинды; фильм 5: Разоблачение Великого и Ужасного)
- 1976 — Бумеранг (мультфильм)
- 1980 — Мелодия на два голоса
- 1985 — Батальоны просят огня

### Сценарист
- 1985 — Батальоны просят огня